# Türkmenisztán a 2013-as úszó-világbajnokságon
Türkmenisztán három úszóval vett részt a 2013-as úszó-világbajnokságon, akik hat versenyszámban indultak.

## Úszás
Férfi
| Versenyző        | Verseny                  | Selejtező | Selejtező | Elődöntő          | Elődöntő          | Döntő             | Döntő             |
| Versenyző        | Verseny                  | Idő       | Helyezés  | Idő               | Helyezés          | Idő               | Helyezés          |
| ---------------- | ------------------------ | --------- | --------- | ----------------- | ----------------- | ----------------- | ----------------- |
| Suleyman Atayev  | 50 méteres gyorsúszás    | 25.81     | 75        | Nem jutott tovább | Nem jutott tovább | Nem jutott tovább | Nem jutott tovább |
| Suleyman Atayev  | 200 méteres gyorsúszás   | 2:13.46   | 67        | Nem jutott tovább | Nem jutott tovább | Nem jutott tovább | Nem jutott tovább |
| Sergeý Krowýakow | 100 méteres gyorsúszás   | 55.41     | 70        | Nem jutott tovább | Nem jutott tovább | Nem jutott tovább | Nem jutott tovább |
| Sergeý Krowýakow | 50 méteres pillangóúszás | 26.79     | 64        | Nem jutott tovább | Nem jutott tovább | Nem jutott tovább | Nem jutott tovább |

Női
| Versenyző       | Verseny                | Selejtező | Selejtező | Elődöntő          | Elődöntő          | Döntő             | Döntő             |
| Versenyző       | Verseny                | Idő       | Helyezés  | Idő               | Helyezés          | Idő               | Helyezés          |
| --------------- | ---------------------- | --------- | --------- | ----------------- | ----------------- | ----------------- | ----------------- |
| Merjen Saryýewa | 50 méteres gyorsúszás  | 29.63     | 65        | Nem jutott tovább | Nem jutott tovább | Nem jutott tovább | Nem jutott tovább |
| Merjen Saryýewa | 100 méteres gyorsúszás | 1:05.96   | 65        | Nem jutott tovább | Nem jutott tovább | Nem jutott tovább | Nem jutott tovább |